# Vida e Obra de Johnny McCartney
Vida e Obra de Johnny McCartney é um álbum do cantor Leno gravado nos Estúdios CBS de novembro de 1970 a janeiro de 1971 com participação de Raul Seixas (conhecido como Raulzito Seixas na época) na produção, arranjo, composição, tocando violão e, também, nos vocais, tendo como bandas de apoio A Bolha, Renato e Seus Blue Caps e a uruguaia Los Shakers. Com temas como reforma agrária, censura, tortura, drogas e repressão, o álbum  foi censurado e dormiu durante 25 anos na gaveta, sendo lançado somente em 1995, quando as fitas originais foram encontradas nos arquivos da Sony, sucessora da CBS, onde o disco havia sido gravado.

## História
O motivo do álbum não ter sido lançado na época da gravação foi o fato de que várias letras do disco (principalmente as letras das canções com parceria de Raul Seixas, mas também "Pobre do Rei", de Paulo Sérgio Valle) foram vetadas pela censura do governo militar da época. Ao verificar o motivo de tantos cortes (as letras), a diretoria da CBS teria resolvido não lançar o disco, concluindo que ele fugia aos padrões comerciais da época. Tempos depois, Leno seria informado pela CBS de que as fitas master do álbum seriam apagadas. Entretanto, isto não aconteceu e, tendo sido as fitas encontradas 25 anos depois pelo jornalista Marcelo Fróes, o disco chegaria ao mercado através de um lançamento independente do próprio cantor Leno através da sua recém inaugurada gravadora, a Natal Records.
Sendo o primeiro álbum brasileiro gravado em 8 canais e, ainda, contendo sonoridades muito diferentes do rock brasileiro da época, Leno esperava que Vida e Obra de Johnny McCartney fosse um divisor de águas em sua carreira e na música brasileira. O não-lançamento do álbum, entretanto, não permitiu que isto acontecesse, o que não impediu, porém, que ele se tornasse um objeto de culto para alguns aficionados.

## Faixas
| N.º | Título                          | Compositor(es)                    | Duração |  |
| 1.  | "Johnny McCartney"              | Leno / Raul Seixas                | 2:15    |  |
| 2.  | "Por Que Não?"                  | Leno                              | 3:34    |  |
| 3.  | "Lady Baby"                     | Carlos Augusto / Raul Seixas      | 4:31    |  |
| 4.  | "Sentado no Arco-íris"          | Leno / Raul Seixas                | 3:22    |  |
| 5.  | "Pobre do Rei"                  | Marcos Valle / Paulo Sérgio Valle | 2:50    |  |
| 6.  | "Sr. Imposto de Renda"          | Leno / Raul Seixas                | 1:15    |  |
| 7.  | "Peguei uma Apollo"             | Arnaldo Brandão                   | 3:40    |  |
| 8.  | "Não Há Lei em Grilo City"      | Leno                              | 3:09    |  |
| 9.  | "Convite para Ângela"           | Leno / Raul Seixas                | 1:33    |  |
| 10. | "Deixo o Tempo Me Levar"        | Leno                              | 3:12    |  |
| 11. | "Contatos Urbanos"              | Ian Guest                         | 2:29    |  |
| 12. | "Bis"                           | Leno / Raul Seixas                | 2:21    |  |
| 13. | "Johnny McCartney (Incidental)" | Leno / Raul Seixas                | 0:33    |  |

## Músicos
- Leno: vocais, guitarra e violão[5]
- Raul Seixas (creditado como Raulzito Seixas): vocais de apoio, guitarra e violão[5]
- A Bolha: banda de apoio em Johnny McCartney, Por que não?, Sentado no Arco-íris e Peguei uma Apollo[5]
- Los Shakers: banda de apoio em Não Há Lei em Grilo City e Contatos Urbanos[5]
- Renato e Seus Blue Caps: banda de apoio em Bis[5]
- Marcos Valle: piano elétrico em Pobre do Rei[5]
- Paulo César Barros: vocais de apoio em Convite para Ângela[5]
- Trio Ternura: vocais de apoio em Lady Baby e Contatos Urbanos[5]
- Golden Boys: vocais de apoio em Pobre do Rei e Deixo o Tempo me Levar[5]

## Ficha Técnica
- Direção Artística: Renato Barros
- Produção: Leno & Raulzito Seixas
- Arranjos: Leno & Raulzito Seixas
- Gravado nos Estúdios CBS de novembro de 1970 a Janeiro de 1971